# Calcigorgia
Calcigorgia is een geslacht van neteldieren uit de klasse van de Anthozoa (bloemdieren).

## Soorten
- Calcigorgia beringi (Nutting, 1912)
- Calcigorgia japonica Dautova, 2007
- Calcigorgia spiculifera Broch, 1935